# Naționalismul aromân

Steagul aromânilor

Naționalismul aromân (în aromână Natsionalismu armãneascu) este ideologia care susține că aromânii sunt o naţiune distinctă. Un număr mare de aromâni s-au îndepărtat în ultima vreme de temele naționaliste precum crearea unui stat național propriu sau obținerea autonomiei etnice în țările în care trăiesc. În ciuda acestui fapt, continuă să predomine o identitate și o mândrie etnică aromână. În cursul istoriei, naționaliștii aromâni au fost grupați adesea în facțiuni progrecești și facțiuni proromânești.
Persecuțiile repetate, atacurile și crimele realizate împotriva aromânilor de către bandele grecești și bulgare din Imperiul Otoman au alimentat naționalismul aromânilor, care a fost promovat ulterior în lucrările unor aromâni din România. În 1917, în timpul prezenței trupelor italiene în Grecia în Primul Război Mondial, un grup de naționaliști aromâni a încercat crearea unui stat aromân, susținut de România. Cu toate acestea, trupele italiene s-au retras în cele din urmă, iar autoritățile grecești au încercat să-i urmărească pe conducătorii naționaliști ai aromânilor pentru a-i pedepsi.
Un astfel de proiect a fost revitalizat în perioada celui de-al Doilea Război Mondial după invazia militară a Axei în Grecia, iar în anul 1941 a fost înființat un Principat al Pindului, condus de naționalistul aromân Alcibiade Diamandi. În ciuda lipsei unei puteri politice reale, acest principat avea propriile sale forțe militare, Legiunea Romană, care a colaborat cu forțele italiene fasciste și cu forțele germane naziste. Autoritățile principatului autonom au proclamat aromâna ca limbă oficială, au interzis folosirea limbii grecești și au încercat formarea unui parlament aromân. Cu toate acestea, forțele Axei s-au retras, iar Rezistența greacă, care avea mai mulți membri aromâni în componența ei, a preluat controlul asupra regiunii în 1944.
Astăzi, o expresie aromână comună care exprimă mândria etnică este S-bãneadzã Armãnamea („Trăiască aromânii”). O altă expresie celebră este Armãnlu nu cheari („Aromânul nu piere”).